# Otis Orchards–East Farms
Otis Orchards–East Farms az Amerikai Egyesült Államok északnyugati részén, Washington állam Spokane megyéjében elhelyezkedő statisztikai település, amely Otis Orchards és East Farms helységeket foglalja magában. A 2010. évi népszámlálási adatok alapján 6220 lakosa van.

## Éghajlat
| Hónap                         | Jan.  | Feb.  | Már.  | Ápr.  | Máj. | Jún. | Júl. | Aug. | Szep. | Okt.  | Nov.  | Dec.  | Év    |
| ----------------------------- | ----- | ----- | ----- | ----- | ---- | ---- | ---- | ---- | ----- | ----- | ----- | ----- | ----- |
| Rekord max. hőmérséklet (°C)  | 15,6  | 16,7  | 22,8  | 34,4  | 36,7 | 38,9 | 42,2 | 42,8 | 38,9  | 30,6  | 21,7  | 15,6  | 42,8  |
| Átlagos max. hőmérséklet (°C) | 2,2   | 4,4   | 9,4   | 13,3  | 18,3 | 22,2 | 27,8 | 27,8 | 22,8  | 14,4  | 6,7   | 1,1   | 14,3  |
| Átlagos min. hőmérséklet (°C) | −3,3  | −2,8  | −0,6  | 2,8   | 6,7  | 10,6 | 13,3 | 13,3 | 8,9   | 3,3   | 0,0   | −3,9  | 4,1   |
| Rekord min. hőmérséklet (°C)  | −34,4 | −33,9 | −25,0 | −15,0 | −6,1 | −1,7 | 2,2  | 0,0  | −8,3  | −16,7 | −25,0 | −32,2 | −34,4 |
| Átl. csapadékmennyiség (mm)   | 81    | 56    | 59    | 48    | 55   | 50   | 24   | 22   | 22    | 26    | 94    | 89    | 626   |
| Forrás: The Weather Channel   |       |       |       |       |      |      |      |      |       |       |       |       |       |

## Népesség
A 2010-es népszámláláskor  6220 lakója, 2247 háztartása és 1760 családja volt. A népsűrűség 299 fő/km2. A lakóegységek száma 2331, sűrűségük 112,1 db/km2. A lakosok 93,2%-a fehér, 0,3%-a afroamerikai, 1,3%-a indián, 1,2%-a ázsiai, 0,1%-a a Csendes-óceáni szigetekről származik, 0,8%-a egyéb, 3,1%-a pedig kettő vagy több etnikumú. A spanyol vagy latino származásúak aránya 3,6% (2,4% mexikói, 0,2% Puerto Ricó-i, 0,1% kubai, 0,8% egyéb spanyol vagy latino származású.)
A háztartások 30,9%-ában élt 18 évnél fiatalabb. 63,6% házas, 10,1% egyedülálló nő, 4,6% egyedülálló férfi, 21,7% pedig nem család. 16,6% egyedül élt; 5,7%-uk 65 éves vagy idősebb. Egy háztartásban átlagosan 2,77 személy élt; a családok átlagmérete 3,07 fő.
A medián életkor 41,8 év volt. Lakóinak 24,4%-a 18 évesnél fiatalabb, 4,6% 18 és 24 év közötti, 23,1%-uk 25 és 44 év közötti, 34,1%-uk 45 és 64 év közötti, 11,1%-uk pedig 65 éves vagy idősebb. A lakosok 50,6%-a férfi, 49,4%-a pedig nő.